# Ephyrodes
Ephyrodes is een geslacht van vlinders van de familie spinneruilen (Erebidae), uit de onderfamilie Calpinae.

## Soorten
- E. cacata Guenée, 1852
- E. eviola Hampson, 1926
- E. hypenoides Guenée, 1852
- E. mensurata Möschler, 1880
- E. omicron Guenée, 1862
- E. repandens Schaus, 1911
- E. similis Druce, 1890